# Alstroemeria amazonica
Alstroemeria amazonica là một loài thực vật có hoa trong họ Alstroemeriaceae. Loài này được Ducke miêu tả khoa học đầu tiên năm 1915.